# Cryptocoryne timahensis
Cryptocoryne timahensis är en kallaväxtart som beskrevs av Bastm. Cryptocoryne timahensis ingår i släktet Cryptocoryne och familjen kallaväxter. Inga underarter finns listade.

## Bildgalleri

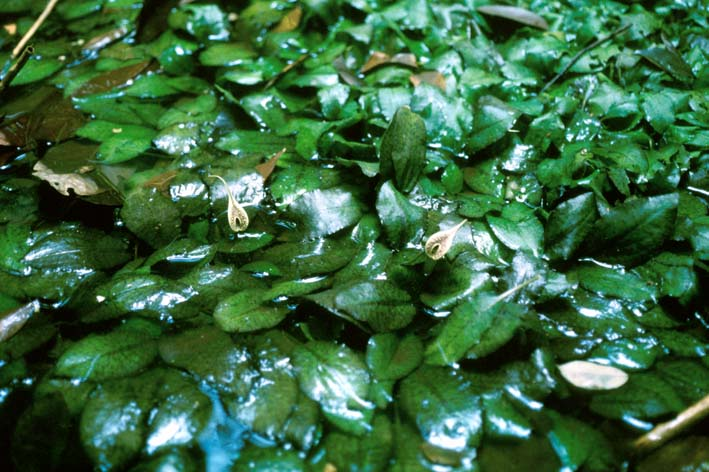